# فتاوي القاضي ابن زرب القرطبي
فتاوي القاضي ابن زرب القرطبي هي مجموعة من فتاوى ومسائل القاضي القرطبي المالكي محمد بن يبقى بن زرب، جمعها الباحث حميد لحمر.

## نبذه عامة
كتاب فتاوي القاضي ابن زرب القرطبي هو استكمال لسلسلة الفتاوى أو المسائل التي وعد بتوثيقها واخراجها الباحث الدكتور حميد لحمر، وذلك ضمن مشروع: من نفائس فتاوى فقهاء المغرب الإسلامي، وكان هذا الكتاب متمثلًا في مسائل القاضي محمد بن يبقى بن زرب المعروف بابن زرب، وهو من أنواع المؤلفات الفقهية الأندلسية، التي اهتم بها علماء الأندلس.